# Convenția de la Strasbourg din 2006 asupra relațiilor personale care privesc copiii
Convenția de la Strasbourg din 2006 asupra relațiilor personale care privesc copiii este un document adoptat de către Consiliul Europei la data de 17.07.2006 cu scopul de a stabili principiile generale care trebuie să se aplice hotărârilor judecătorești privind relațiile personale, de a stabili măsuri asiguratorii și garanții pentru exercitarea normală a relațiilor personale și înapoierea imediată a copiilor la terminarea perioadei de vizită. În acest sens Convenția dorește să reglementeze cooperarea dintr autoritățile centrale, autoritățile judiciare ale țărilor membre cu scopul de a promova și ameliora relațiile personale dintre copii pe de o parte și părinți sau alte rude semnificative, pe de cealaltă parte..

## Titlu complet pentru România[2]
Convenția asupra relațiilor personale care privesc copiii, adoptată la Strasbourg la 15.05.2003, ratificată prin Legea nr.87 din 03.04.2007 publicată în Monitorul Oficial al României, Partea I, nr.257 din 17.04.2007 (în vigoare de la data de 01.11.2007)

## Descriere
Convenția a fost întocmită la Strasbourg la data de 15 mai 2003 fiind întocmită în limbile franceză și engleză, cele două texte având valoare egală. Documentul are un preambul și 27 de articole. Convenția a fost tradusă în limba română și publicată la data de 17 aprilie 2007, fiind publicată în Monitorul Oficial, partea I nr. 257 din 17.04.2007..

## Statele semnatare
- Lista actualizată a statelor semnatare Arhivat în 23 aprilie 2014, la Wayback Machine.